# Miklušovce
Miklušovce (in ungherese Miklósvágása) è un comune della Slovacchia facente parte del distretto di Prešov, nella regione omonima.